# Pogromcy smoków
Pogromcy smoków (ang. Dragon Crusaders) – amerykański film fantasy z 2011 roku w reżyserii Marka Atkinsa.

## Obsada
- Dylan Jones jako Odważny John, dowódca krzyżowców
- Cecily Fay jako Aerona, krasnoludka-wojownica
- Feth Greenwood jako Silny Eldred
- Shinead Byrne	jako Neem
- Tony Sams jako Sigmund
- Simon Lloyd Roberts jako Maldwyn, młody mnich
- Christian Howard jako Calvain
- Charles Barrett jako Harad
- Steve McTigue jako Faolon, smoczy czarodziej
- Iona Thonger jako Księżniczka lasu